# ヴィルトン行政区
ヴィルトン行政区（フランス語: Arrondissement de Virton、オランダ語: Arrondissement Virton）は、ベルギーのリュクサンブール州にある5つの行政区のうちの1つ。

## 基礎自治体
この行政区は下記の10基礎自治体（コミューン）から成る。表記はいずれもフランス名。
- シニー (Chiny)
- エターユ (Étalle)
- フローランヴィル (Florenville)
- アベー (Habay)
- メー＝ドゥヴァン＝ヴィルトン (Meix-devant-Virton)
- ミュソン (Musson)
- ルヴロワ (Rouvroy)
- サン＝レジェール (Saint-Léger)
- タンティニー (Tintigny)
- ヴィルトン (Virton)